# 天主教瓜萊瓜伊丘教區
天主教瓜萊瓜伊丘教區（拉丁語：Dioecesis Gualeguaychensis）是阿根廷一個羅馬天主教教區，屬巴拉那總教區。
教區成立於1957年2月11日，位於恩特雷里奧斯省南部。2006年有教友294,000人（佔轄區總人口90.0%）、卅四個堂區、六十七名司鐸。現任教區主教為豪赫·愛德華·洛扎諾。